# Rosenberger Kreisbahn
| Rosenberger Kreisbahn | Rosenberger Kreisbahn                                                                              |
| --------------------- | -------------------------------------------------------------------------------------------------- |
| Kursbuchstrecke:      | Rosenberg–Zawisna: 129t (1934) Rosenberg–Grenzwiese: 147r (1944) Grenzwiese Ost–Welun: 142n (1944) |
| Spurweite:            | 1895–1928: 750 mm, ab 1928: 1435 mm                                                                |
|                       | |

Die Rosenberger Kreisbahn betrieb eine Kleinbahnstrecke im Landkreis Rosenberg in Oberschlesien nahe der damaligen deutsch-polnischen Grenze.

## Geschichte

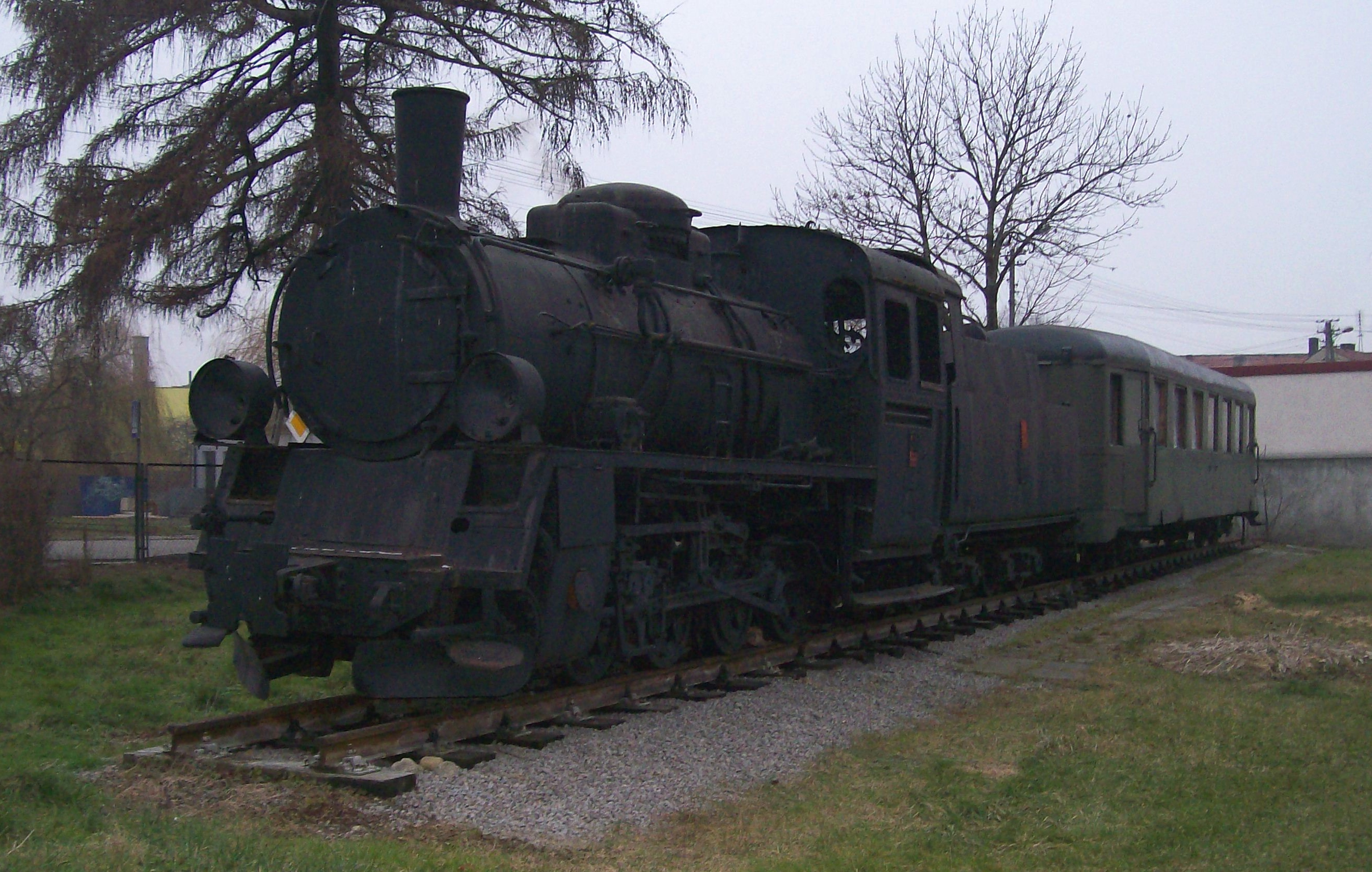
Lokomotive der Schmalspurbahn in Praszka

Die Kreisstadt Rosenberg O.S. war erst 1883/84 durch die Strecke Kreuzburg–Tarnowitz der Rechte-Oder-Ufer-Eisenbahn an das Eisenbahnnetz angeschlossen worden. Im östlich davon gelegenen Kreisgebiet nahe der damaligen deutsch-russischen Grenze fehlte jegliche Schienenverbindung.
Um diese Lücke auszufüllen, erbaute der Kreis Rosenberg eine schmalspurige Kleinbahn in der Spurweite von 750 mm. Die 18 Kilometer lange Strecke verlief von Rosenberg in nördlicher Richtung bis zu der Kleinstadt Landsberg O.S., die damals etwa 1000 Einwohner zählte, und wurde am 30. März 1895 in Betrieb genommen. Sie wurde über ein Jahr später, am 13. November 1896, um 4 km bis zum Grenzort Zawisna (später: Grenzwiese), einem Ortsteil von Neudorf verlängert.
Während des Ersten Weltkrieges führte die Bahn um 28 km über die Grenze weiter bis zu der polnischen Stadt Wieluń. Dieser Streckenteil wurde jedoch nach Kriegsende wieder abgetrennt. Im Zweiten Weltkrieg wurde er durch die Reichsbahndirektion Posen zwischen 1940 und 1944 von einer Station Grenzwiese Ost, die 300 m vom Bahnhof Grenzwiese entfernt lag, bis Wielun Schmalspurbahnhof betrieben. Ein Anschluss an die frühere Stammbahn kam wegen der nunmehr unterschiedlichen Spurweiten nicht in Betracht.
Die ursprüngliche Strecke war umgebaut und am 19. November 1928 als normalspurige Bahn wieder in Betrieb genommen worden. Wenige Monate zuvor wurde das kreiseigene Bahnunternehmen in eine Aktiengesellschaft umgewandelt, die als Rosenberger Kreisbahn AG firmierte. An ihr waren (1940) der Landkreis Rosenberg mit über 40 %, das Deutsche Reich, der preußische Staat und die Provinz mit je 19 % sowie Prinz Wilhelm von Preußen mit 2,7 % der Aktien beteiligt.
Die Zahl der Zugpaare, die 1914 an Werktagen fünf und sonntags vier betragen hatte, war um 1927 auf vier beziehungsweise drei verringert worden. Von 1934 bis 1944 verkehrten nur noch drei Zugpaare täglich.
Der Fahrzeugpark der Schmalspurbahn umfasste 1928 noch fünf Dampflokomotiven, darunter eine Preußische T 36, zehn Personen-, zwei Pack- und 110 Güterwagen. Nach der Umspurung waren 1939 zwei Dampflokomotiven, vier Personen-, ein Pack- und sieben Güterwagen vorhanden. 
Der letzte Zug auf der Schmalspurbahn von Praszka nach Wieluń (Wieluńska Kolej Dojazdowa) fuhr am 31. August 1987, daraufhin wurde der Abriss der Gleisanlagen beschlossen.
Seit 1993 ist der Personenverkehr auf der Normalspurstrecke eingestellt.

## Strecken
a) Rosenberg–Zawisna (Grenzwiese)
- 0,0 Rosenberg (Oberschlesien) Kreisbahnhof
- 6,5 Boroschau (Alteneichen)
- 8,9 Jamm (Weidental)
- 11,9 Koselwitz (Josefshöhe)
- 13,4 Ober Paulsdorf (Paulsdorf)
- 14,4 Nieder Paulsdorf (später weggefallen)
- 15,8 Wienskowitz (Wiesbach OS)
- 17,6 Landsberg (Oberschlesien)
- 20,1 Neudorf
- 22,3 Zawisna (Oberschlesien) (Grenzwiese)

(In Klammern die Namen nach 1936)
b) Grenzwiese–Ost-Welun
- 0,0 Grenzwiese Ost
- 1,3 Praschkau (Praszka)
- 4,6 Schmiededorf (Kowale)
- 10,3 Meskewalde (Ożarów)
- 12,8 Kummerberg (Komorniki)
- 15,3 Mockersfeld (Mokrsko)
- 21,2 Kottau (Chotów)

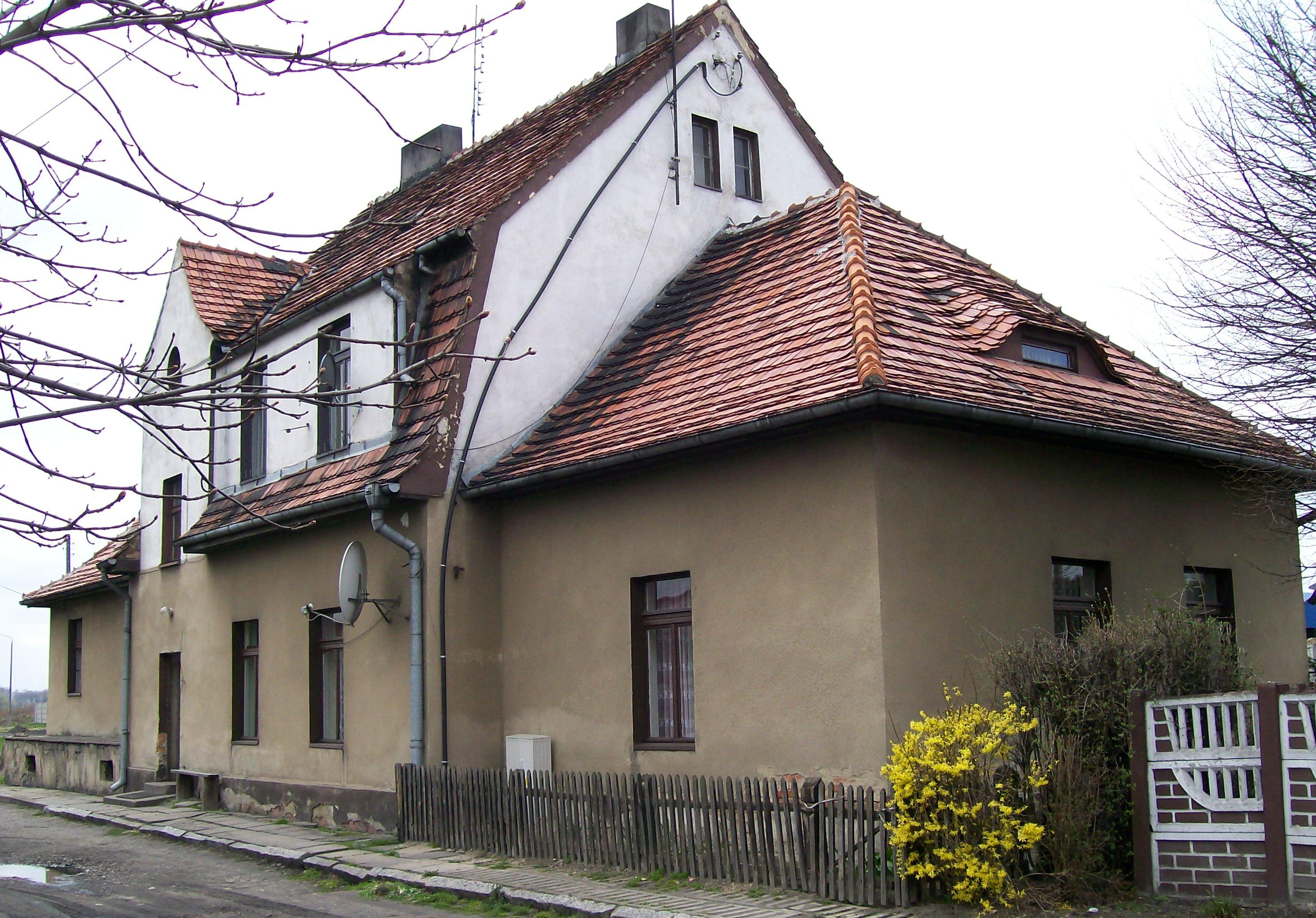
Endstation Welun Schmalspurbahnhof

- 26,4 Welun Stadt (Wieluń Wąskotorowy Miasto; ab 1960 Wieluń Wąskotorowy)
- 28,4 Welun Schmalspurbahnhof (Wieluń Wąsk. Przeładunkowy; ab 1960 Wieluń Dąbrowa Wąsk.)

(In Klammern die polnischen Namen bis 1939)